# Karl-Heinz Irmer
Karl-Heinz Irmer (* 22. Juli 1903 in Bremen; † 8. November 1975) war ein deutscher Hockeyspieler. 
Irmer spielte beim Bremer Club zur Vahr. Insgesamt wirkte er von 1924 bis 1928 in 6 Länderspielen mit. Zwei Spiele davon bestritt der Halbstürmer bei den Olympischen Spielen 1928 in Amsterdam, er wirkte in den ersten beiden Gruppenspielen mit. Im letzten Gruppenspiel sowie im Spiel um den dritten Platz gegen Belgien kam er nicht zum Einsatz. Nachdem seine Mannschaftskameraden dieses Spiel gewonnen hatten, wurde auch Irmer mit der Bronzemedaille ausgezeichnet.